# John Savage
John Savage, właśc. John Smeallie Youngs (ur. 25 sierpnia 1949 w Old Bethpage) – amerykański aktor, producent i kompozytor.

## Życiorys

### Wczesne lata
Urodził się w Old Bethpage w Nowym Jorku jako syn Floyda-Jonesa Youngsa, sprzedawcy ubezpieczeń, który służył w piechocie morskiej na wyspie Guadalcanal w czasie II wojny światowej, i Muriel (z domu Smeallie), gospodyni domowej. Wychowywał się z bratem Jimem (ur. 16 października 1956) oraz siostrami – Robin Cardwell i Gail (ur. 9 października 1954), która w latach 1982-86 była żoną aktora Roberta Duvalla. Śpiewał i występował w już we wczesnych latach szkolnych. W wieku 17 lat został przyjęty do prestiżowej American Academy of Dramatic Arts.

### Kariera
Po ukończeniu studiów otrzymał swoją pierwszą pracę na Broadwayu w chórze musicalu Skrzypek na dachu, a także jako dubler jednego z głównych bohaterów. Swoim występem przyciągnął uwagę agentów z Los Angeles i menedżerów. W Chicago na scenie grał Billy’ego Bibbita w sztuce Kena Keseya Lot nad kukułczym gniazdem. Wkrótce po przybyciu do Los Angeles, wystąpił w przedstawieniu Davida Mameta American Buffalo w roli Bobby’ego u boku Roberta Duvalla.
Po udziale w filmie Mistrz bijakowy (The Master Beater, 1969) w roli Rocco, zdobył sympatię telewidzów jako Jim Malloy w serialu NBC Gibbsville (1976). Zwrócił na siebie uwagę jako Steven Puszkow w dramacie wojennym Michaela Cimino Łowca jeleni (The Deer Hunter, 1978) z Robertem De Niro i Christopherem Walken. W następnym roku wystąpił jako Claude Bukowski w filmie muzycznym Miloša Formana Hair (1979) z Treatem Williamsem i Beverly D’Angelo oraz jako oficer policji Karl Francis Hettinger w dramacie kryminalnym Harolda Beckera Cebulowe pole (The Onion Field, 1979) z Jamesem Woodsem.
Po roli Roary’ego, który usiłował popełnić samobójstwo, w dramacie Richarda Donnera Inside Moves (1980) nadal zbierał dobre recenzje. Za rolę Charlesa Hellera w kanadyjskim thrillerze Charlesa Jarrotta Amator (The Amateur, 1981) był nominowany do nagrody Genie dla najlepszego aktora zagranicznego. W melodramacie Andriej Konczałowski Kochankowie Marii (Maria's Lovers, 1984) jako Ivan Bibic u boku Nastassji Kinski i Roberta Mitchuma zagrał postać Ivana Bibica, który po powrocie z wojny nie za bardzo umie odnaleźć się w rzeczywistości.

## Życie prywatne
W latach 1967–69 był żonaty z Susan, z którą ma syna Lachlana i córkę Jennifer (ur. 13 grudnia 1968 w Richmond [obecnie] Staten Island w stanie Nowy Jork). W 1993 poślubił Sandi Schultz.

## Filmografia
- Stakeout on Dope Street  (1958)
- The Master Beater (1969) jako Rocco
- Love Is a Carousel (1971) jako chłopak
- Złe towarzystwo (Bad Company, 1972) jako Loney
- The Killing Kind (1973) jako Terry Lambert
- Steelyard Blues (1973) jako dzieciak
- Bratowa (The Sister-in-Law, 1974) jako Robert Strong
- All the Kind Strangers (1974) jako Peter
- The Turning Point of Jim Malloy (1975) jako Jim Malloy
- Łowca jeleni (The Deer Hunter, 1978) jako Steven
- Hair (1979) jako Claude Bukowski
- Cebulowe pole (The Onion Field, 1979) jako Karl Hettinger
- Inside Moves (1980) jako Roary
- Ballada o Annie i Jenny[11], (1981) jako Bittlecreek Newcomb
- Amator (The Amateur, 1981) jako Charles Heller
- Comming Out of the Ice (1982) jako Victor Herman
- Galopem przez pusztę (Hosszú vágta, 1983) jako Brady
- Kochankowie Marii (Maria's Lovers, 1984) jako Ivan Bibic
- Vengeance of a Soldier (1984) jako Frank Morgan
- Z dala od Nairobi (Nairobi Affair, 1984) jako Rick Cahill
- The Little Sister (1984) jako Tim Donovan
- Cichy świadek (Silent Witness, 1985) jako Kevin Dunne
- Salwador (Salvador, 1986) jako John Cassidy
- Desperate (1987) jako Noah
- Karaiby (Caribe, 1987) jako Jeff Richardson
- Hotel Colonial (1987) jako Marco Venieri
- Piękna i Bestia (Cannon Movie Tales: Beauty and the Beast, 1987) jako Bestia
- Rytm (The Beat, 1988) jako Frank Ellsworth
- Date Rape (1988) jako Bernie
- Śmierć w Afryce (Any Man’s Death, 1988) jako Leon Abrahams
- Rób, co należy (Do the Right Thing, 1989) jako Clifton
- Great Expectations (1989) jako Urchin
- Ojciec chrzestny III (The Godfather: Part III, 1990) jako ojciec Andrew Hagen
- Płonący brzeg (Mountain of Diamonds, 1991) jako Blaine
- Polowanie (Hunting, 1991) jako Michael Bergman
- Buck na skraju nieba (Buck ai confini del cielo, 1991) jako Wintrop
- Porte del silenzio, Le (1991) jako Melvin Devereux
- Primary Motive (1992) jako Wallace Roberts
- Love Off Limits (1993) jako Ben Kane
- Deadly Weapon (1994) jako Sanders
- Anioł zemsty, ludzie cienie (The Dangerous, 1994) jako Emile Lautrec
- Cel: Alexa 2 (CIA II: Target Alexa, 1994) jako Franz Kluge
- Zabójcza intryga (Shattered Image, 1994) jako David
- Czerwony skorpion 2 (Red Scorpion 2, 1994) jako Andrew Kendrick
- Zabójcza obsesja (Killing Obsession, 1994) jako Albert
- Niebezpieczeństwo (The Dangerous, 1994) jako Emile Lautrec
- Berlin'39 (1994) jako Wieland
- Centrum (OP Center, 1995) jako Bob Herbert
- Burza ognia (Firestorm, 1995) jako Brinkman
- Prawo dżungli (The Takeover, 1995) jako Greg
- Obsesja (The Crossing Guard, 1995) jako Bobby
- Carnosaur 2 (1995) jako Jack Reed
- OP Center (1995) jako Bob Herbert
- Fatal Choice (1995) jako Drury
- American Strays (1996) jako Dwayne
- Gdzie leży prawda (Where Truth Lies, 1996) jako Ian Lazarre
- Amnzja (Amnesia, 1996) jako Tim Bishop
- Sztorm (White Squall, 1996) jako McCrea
- Dług wdzięczności (One Good Turn, 1996) jako Santapietro
- Flynn (1996) jako Joe Stromberg
- Managua (1996) jako Dennis
- Hostile Intent (1997) jako Bear
- Mały smutny chłopiec (Little Boy Blue, 1997) jako Ray West
- Zanim kobietom wyrosły skrzydła[12], (1997) jako Billy Jackson
- Ultimo taglio  (1997)
- Safari w Hollywood (Hollywood Safari, 1997) jako zastępca Rogers
- Club Vampire (1998) jako Zero
- Cienka czerwona linia (The Thin Red Line, 1998) jako Sgt. McCron
- Nightworld: Lost Souls (1998) jako Victor Robinson
- Frontline (1999) jako Wolfgang Mueller
- List w butelce (Message in a Bottle, 1999) jako Johnny Land
- Mordercze lato (Summer of Sam, 1999) jako Simon
- Christina's House (1999) jako James Tarling
- Bez litości (The Jack Bull, 1999) jako Slater
- Cień anioła (Dark Angel, 2000–2002) jako Donald Michael Lydecker
- Ważniejsze niż przyjaźń (The Virginian, 2000) jako Steve
- They Nest (2000) jako Jack Wald
- Dark Angel: Pilot (2000) jako Donald Lydecker
- Dead Man’s Run (2001) jako Carver
- Burning Down the House  (2001)
- The Anarchist Cookbook (2002) jako Johnny Red
- Rosy-Fingered Dawn: a Film on Terrence Malick (2002) jako on sam
- Zbawienie ducha (Redemption of the Ghost, 2002) jako szeryf Burns
- Znieczulenie (Intoxicating, 2003) jako William Shanley
- Easy Six (2003) jako Frank Iverson
- The Drop (2003) jako pan Zero
- Zbuntowana nastolatka (Admissions, 2004) jako Harry Brighton
- Alien Lockdown (2004) jako dr Woodman
- Downtown: A Street Tale (2004) jako H2O
- Fallacy (2004) jako Heathcliff
- Podróż do Nowej Ziemi (The New World, 2005) jako Dzikus
- Iowa (2005) jako Irv Huffman
- Shut Up and Shoot! (2006) jako Marty Pearlheimer
- The Attic (2006) jako Graham Callan
- I Believe in America (2006) jako Phil
- Bullet (2014) jako gubernator Johnson